# Эстрелья, Альберто
Альберто Родригес Эстрелья (исп. Alberto Rodriquez Estrella) (23 сентября 1962, Гвадалахара, Халиско, Мексика) — известный мексиканский актёр и основатель театрального кружка.

## Биография
Родился 23 сентября 1962 года в Гвадалахаре (по другим данным родился в Мехико). В мексиканском кинематографе дебютировал в 1986 году и с тех пор сыграл 87 ролей в кино и телесериалах. Телесериалы Однажды у нас вырастут крылья, Цыганская любовь, Полюбить снова, Наперекор судьбе, Женщины-убийцы и Как говорится оказались наиболее популярными с участием актёра. Был номинирован 5 раз на три различные премии, однако ему удалось одержать достойную победу только в премии Califa de Oro. Альберто Эстрелья основал театральный кружок и стал его руководителем, вместе с этим привёл в качестве второго руководителя известного актёра Виктора Карпинтейро.

## Фильмография
- 1972 — н. в. — Улица Сезам / Plaza Sésamo — Abelardo Montoya (сериал)
- 1985 — н. в. — Женщина, случаи из реальной жизни / Mujer, casos de la vida real (сериал)
- 1986 — El otro (в титрах: Alberto Rodriguez Estrella)
- 1986 — Империя судьбы / El imperio de la fortuna — Montero
- 1986 — Las plumas del pavorreal (короткометражка)
- 1986 — Мартин Гаратуса / Martín Garatuza — Carlos (сериал)
- 1987—1988 — Тихая любовь / Amor en silencio — Pedro (сериал)
- 1987 — El umbral (короткометражка)
- 1988 — н. в. — Сладкое желание / Dulce desafío — Ernesto Quiroz (сериал)
- 1988—1991 — Я не верю мужчинам / Yo no creo en los hombres — Alfonso (сериал)
- 1990 — Беглец / Los fugitivos
- 1991 — Seeds of Tragedy — Guerilla Leader (ТВ)
- 1991 — De que color son tus ojos verdes?
- 1991 — Encuentro de valientes
- 1992 — Рубин Каира / Ruby Cairo — Hermes#2
- 1993 — Начало и конец / Principio y fin — Guama Botero
- 1993 — Тайные намерения / Las secretas intenciones (сериал)
- 1994 — Amorosos fantasmas — Angel II
- 1994 — Царица ночи / La reina de la noche — Pedro Calderón
- 1995 — Прыжок на банджо / Salto al vacío
- 1995 — En el aire — Luis
- 1996 — Салун в Мехико / Salón México — Paco
- 1996 — ¿Por qué nosotros no? — Policeman (короткометражка)
- 1996 — Que hora es? (короткометражка)
- 1996 — Последний звонок / Última llamada — Gilberto Cortés
- 1997 — Эсмеральда приходит по ночам / De noche vienes, Esmeralda — Jaime, Rocker Husband
- 1997 — Однажды у нас вырастут крылья / Alguna vez tendremos alas — Rodolfo 'Gato' Sánchez (сериал)
- 1998 — Fibra óptica — The Young Executive
- 1998 — El corrido de Santa Amalia
- 1998 — Búsqueda implacable — Teniente Quintana
- 1999 — Маленькие ангелы / Santitos — Ángel
- 1999 — Цыганская любовь / Amor gitano — Jonás (сериал)
- 1999 — Рождественская сказка / Cuento de Navidad (мини-сериал)
- 1999 — Pollitas de cuenta
- 2000 — Cabecillas de la sierra
- 2000 — ¡Alerta!… La justicia de Rojo — Miguel
- 2001 — Девятая заповедь / El noveno mandamiento — Felipe Ruiz (сериал)
- 2001 — Otilia Rauda — Melquíades
- 2001 — Perros de pelea
- 2001 — Попробуй забыть меня / Atrévete a olvidarme — Gonzalo joven (сериал)
- 2002 — Между любовью и ненавистью / Entre el amor y el odio — Marcial Andrade (сериал)
- 2002 — eXXXorcismos — Roberto
- 2002 — Порочный девственник / La virgen de la lujuria — Gardenia
- 2002 — Pacas de a mil
- 2002 — Destino cholo
- 2002 — Симон. Настоящий мужчина / Simon, el gran varón — Andrés
- 2003—2004 — Полюбить снова / Amar otra vez — Alberto (сериал)
- 2003 — Rivales a muerte
- 2004 — Гнев / Man on Fire — Adjutant AFI
- 2004 — Сапата — сон героя / Zapata — El sueño del héroe — Martínez
- 2004 — Santos peregrinos — Эмилиано Сапата
- 2004 — El edén — Evaristo 'Eva'
- 2005 — н. в. — Наперекор судьбе / Contra viento y marea — Valente Ortigosa (сериал)
- 2005 — XX-XY fuera del mundo — El esposo (короткометражка)
- 2005 — Sexo impostor
- 2005 — Una de balazos — Consigliori (видео, короткометражка)
- 2007 — Кладбище бумаг / Cementerio de papel
- 2007 — Oblivion (короткометражка)
- 2007 — Страсть / Pasión — Marío Fuentes (сериал)
- 2007 — Сжигая мосты / Quemar las naves — Emilio
- 2008 — Звонок Ангелу / Llamando a un ángel — Ángel
- 2008 — н. в. — Железная душа / Alma de hierro — Ángel 'Angelito' Hierro Ramírez (сериал)
- 2008 — н. в. — Женщины-убийцы / Mujeres asesinas — Víctor Ceballos (сериал)
- 2008 — Красные сумерки / Crepúsculo rojo — Valente
- 2008 — Каждый человек грешен / Todos hemos pecado — El hombre sin nombre
- 2009 — Любовь умирает / Amar a morir — Tigre
- 2009—2012 — Мы все к чему-то привязаны / Adictos (сериал)
- 2009 — Глава Будды / Cabeza de buda — Rubén
- 2009 — Ещё один мексиканец / Un mexicano más
- 2010 — Полезные травы / Las buenas hierbas — Luis
- 2010 — н. в. — Чтобы вновь любить / Para volver a amar — Rodrigo Longoria (сериал)
- 2010 — Это не ты, это я / No eres tú, soy yo — Dr. Carlos
- 2010 — Крики о смерти и свободе / Gritos de muerte y libertad — Jose Maria Morelos (сериал)
- 2010 — Девочка моего сердца / Niña de mi corazón — El ángel Uriel (сериал)
- 2010 — Noche sin luna — Oscar Rodriguez (короткометражка)
- 2011 — н. в. — Как говорится / Como dice el dicho — Lucio (сериал)
- 2011 — Команда / El Equipo — Santiago Quiron (сериал)
- 2012 — El fantástico mundo de Juan Orol / El indio Fernández
- 2013—2014 — То, что жизнь у меня украла / Lo que la vida me robó — Juventino (сериал)
- 2014 — Четыре луны / Cuatro lunas — Joaquín Cobo (озвучивание)
- 2014 — Нелюбимая / La Malquerida — Danilo (сериал)
- 2014 — Huérfanos — Emeterio
- 2014—2015 — До конца света / Hasta el fin del mundo — Don (сериал)
- 2015 — La calle de la amargura — Juanes
- 2015 — Похожие / Los Parecidos — Detective Reyes
- 2015 — Bleak Street — Juanes
- 2018 — El viaje de Keta — Alberto